# プロペラシャフト
プロペラシャフト(英: propeller shaft)は乗り物に用いられる部品の1つで、原動機の動力を軸の回転によって伝達を行う。

## 概要
プロペラシャフトはベアリングによって固定支持されている。駆動中に高いトルクを受けることから丈夫な材質で作られている。そのため重くなりがちで、プロペラシャフトの短縮と材質の工夫による軽量化は、乗り物の種類を超えて現在も研究されている。自動車用としては炭素繊維強化プラスチック製のものも近年出現している。
プロペラシャフトの固有振動数と回転数が同期すると、大きく振動（共振）して撓み、最後には破損してしまう危険がある。このときの回転数を危険回転速度と言う。共振点には「ねじれ共振点」と「曲げ共振点」の2つがあり、通常はねじれ共振点が曲げ共振点の半分の回転数に現れる。曲げ共振点は常用最高回転速度より高く、ねじれ共振点は常用最低回転速度より低く設定されるのが理想であるが、現実にはねじれ共振点を完全に回避するのは難しく、ねじれ共振点での回転時間を極力短くする、素材や製造方法の工夫によりねじれ共振点を下げる等の対策が行われるのが一般的である。実際レーシングカーの世界では、エンジンの最高回転時よりもセーフティカーが入った際の低速走行時の方が、ねじれ共振による破断の危険が高まるという。またシャフトの固有振動数はシャフトが長くなるほど低くなるので、1本あたりの長さが短い方が危険回転速度は高くなる。船舶や自動車用では、回転時のバランスを取るためのバランスピース（おもり）が溶接されている。
自動車用プロペラシャフトは、トランスミッションのアウトプットシャフトと、ファイナルドライブ（デファレンシャルギア＝デフ、またはトランスアクスル）のコンパニオンフランジとを接続する役割を果たしている。自動車用プロペラシャフトには軽量であることと同時にねじり剛性と曲げ強度が必要で、一般に鋼管が使用されている。ホイールベースの関係でプロペラシャフトを長くする必要があるときは、複数に分割した設計とし、中間部はベアリングで車台に支持される。最後尾のシャフトはファイナルドライブのコンパニオンフランジに接続され、デフのドライブピニオンをまわしている。トランスミッション側はスリーブヨークと呼ばれ、アウトプットシャフトとスプラインで勘合されているため、スラスト方向の荷重を吸収することができる。
接続部分には走行時の振動による角度変化に対応するため、ユニバーサルジョイントが利用される。曲がり角度の小さいプロペラシャフトには一般に不等速ジョイントであるフックジョイントが利用される。フックジョイントはヨークと、スパイダー、ニードルローラーベアリングなどで構成されている。フックジョイントには回転するときの角速度とトルクの変化が180度ごとに繰り返して起こる不等速性があるので、二つで一組に作られトルクと角速度の変化を打ち消すような形でヨークが設置されている。
駆動輪が車軸懸架（固定車軸）の自動車や、鉄道の気動車など、ばね下にファイナルドライブを持つ車両に用いられるものは、ユニバーサルジョイントの他にスプライン加工されたスリーブを持っており、サスペンションや台車の変位に追従した屈曲と伸縮が可能な構造となっている。スプラインには潤滑用のグリースが満たされているが、過大なトルクがかかるとスムーズな伸縮が行えなくなるため、振り子式気動車のプロペラシャフトでは玉軸受用のボールを多数用いた伸縮機構とし、力行時や排気ブレーキの使用中にも振り子動作を妨げないようになっている。